# كارلوس مونيوث (لاعب كرة قدم إسباني)
كارلوس مونيوث (بالإسبانية: Carlos Antonio Muñoz Cobo)‏ هو لاعب كرة قدم إسباني، ولد في 25 أغسطس 1961 في أبدة في إسبانيا. شارك مع منتخب إسبانيا لكرة القدم ومنتخب كاتالونيا لكرة القدم. أما مع النوادي، فقد لعب مع أتلتيكو مدريد وريال أوفييدو وريال مورسيا ونادي إلتشي ونادي إيركوليس ونادي برشلونة ب ونادي برشلونة ونادي بويبلا.

## وصلات خارجية
- كارلوس مونيوث على موقع الاتحاد الأوربي (الإنجليزية)
- كارلوس مونيوث على موقع قاعدة بيانات كرة القدم.إي يو (الإنجليزية)
- كارلوس مونيوث على موقع ناشيونال فوتبول تيمز (الإنجليزية)
- كارلوس مونيوث على موقع عالم كرة القدم.نت (الإنجليزية)